# Czerwionka-Leszczyny (gmina)
Czerwionka-Leszczyny est une gmina mixte du powiat de Rybnik, Silésie, dans le sud de Pologne. Son siège est la ville de Czerwionka-Leszczyny, qui se situe environ 15 km au nord-est de Rybnik et 24 km à l'ouest de la capitale régionale Katowice.
La gmina couvre une superficie de 115,65 km2 pour une population de 40 956 habitants.

## Géographie
Outre la ville de Czerwionka-Leszczyny, la gmina inclut les villages de Bełk, Palowice, Przegędza, Stanowice et Szczejkowice.
La gmina borde les villes de Knurów, Orzesze, Rybnik et Żory, et les gminy de Ornontowice et Pilchowice.